# 薄紅天女
『薄紅天女』（うすべにてんにょ）は、荻原規子による日本のファンタジー小説。徳間書店より1996年8月に刊行された。更級日記（特に竹芝伝説）とアテルイ伝説をモチーフにしており、『空色勾玉』『白鳥異伝』と合わせ勾玉三部作または勾玉シリーズと称され、その第3作とされる。第27回赤い鳥文学賞受賞作。 

## あらすじ
奈良時代末期、坂東は武蔵の国に、大王の子孫と伝えられる竹芝の家があった。竹芝の一族である阿高（あたか）と藤太（とうた）は、同い年の甥と叔父で双子のように育ち、村人たちからは二連（にれん）と呼ばれていた。
しかしある日、藤太の隠し事が阿高に知られて喧嘩になる。家を飛び出した阿高は北の地から来た蝦夷の男たちと出会い、成り行きのまま母の故郷である蝦夷の地へ向かう。一方の藤太も、密命を持って坂東を視察していた坂上田村麻呂と共に、阿高を追って北へ向かう。
同じ頃、京の都には怨霊が跳梁跋扈し、皇太子である安殿皇子まで脅かしていた。安殿皇子の実妹である苑上（そのえ）は、兄を怨霊から護るため、男装の麗人藤原仲成とともに「都に近づく更なる災い」を阻止しようと都を出るが……。

## 登場人物

### 主人公
阿高（あたか）
代々武蔵国の足立郡郡司を務める竹芝の一族で、現当主総武の孫。同い年の叔父の藤太と合わせて「竹芝の二連」と呼ばれる。
倭人と蝦夷の混血で、髪は色の淡い猫っ毛で瞳の色は茶色の、少女めいた顔立ちの青年。17歳。無口で無愛想で、どこか超然としており、周囲への関心が薄いように思われ勝ちだが、表面には出さないだけで根は優しく、また負けん気が強く激しい感情を持つ。落ち込みやすく立ち直りにくい性格らしい。女性に対してかなり鈍く、女性が嫌いではないものの「何を話していいのか分からない」ため無視することも多く、周囲からは女性に冷たい、女嫌いと思われている。それでも多くの娘から好意を持たれているが、阿高自身は全く気づいていない。
父は総武の長男勝総、母は蝦夷の巫女チキサニ。しかし勝総は蝦夷との戦いで戦死、チキサニは「巫女の力と相容れない」息子を生かすべく自身の命を阿高に譲り渡して死んだため、阿高は実の両親を知らず、藤太に習い祖父の総武を父と呼んで育った。母から受け継いだ巫女の力を、当初は藤太を助けるため母チキサニと意識が入れ替わる形で発揮していたため、藤太の他に知る者はなく、記憶も自覚も全くなかった。母の意識が表出している間は、顔立ちなどは変わらないものの女性的で神々しい雰囲気となる。その瞬間を千種に目撃されたことを機に巫女の力について知ったためか、その後は母の意識は現れなくなった。
竹芝の一族は遠く皇の血を受け継いでいると言われており、また母から巫女の力を受け継いでいるため、竹芝の家宝である勾玉「明玉」を輝かせる力を持つが、阿高自身が巫女の力と相容れない男子であるため、その力は皇を救うとも滅ぼすとも言われる。その力のため蝦夷に連れ去られ倭人を滅ぼすよう仕向けられるが、藤太と再会し都の怨霊の存在を知ると、自身の「平穏な暮らしに相容れない」力の使い道を求めて、藤太や坂上田村麻呂と共に都へ上ることにする。その途中、「皇を滅ぼす力」を敵視する一派と都の怨霊が出現し混乱する最中、鈴鹿丸と出会い、共に旅をするようになる。
藤太（とうた）
阿高と同じ竹芝の一族で、現当主総武の末息子。長兄の息子である阿高は同い年の甥で、二人合わせて「竹芝の二連」と呼ばれる。
黒く硬い髪ときりりとした眉を持つ好青年。17歳。常に明るく愛想よく、あけっぴろげで隠し事が苦手。芯はしっかりしており、周囲に無関心な阿高を引っ張ることも多い。「女の子には優しくするべき」と言うのが信条で、それで泣かせた女性は数知れず、また次から次へ女性に目移りする悪癖があるため、周囲からは女たらしと思われている。それでも藤太に好意を持つ娘は後を絶たない。しかし千種に一目惚れして以降、他の女性に恋愛感情を持つことはなくなった。
阿高とは双子のように育ち、阿高が巫女の力を受け継いでいることを唯一知り隠していた。阿高自身も知らなかったそのことが両親を知らない阿高を刺激し、阿高が蝦夷に連れ去られる直接の原因となる。阿高が去ったことで、自身にとって阿高が唯一無二の存在と自覚し、竹芝の家へ連れ戻すため、阿高の力を求めていた坂上田村麻呂と共に蝦夷の地へ向かう。阿高と再会し誤解が解けた後は、阿高や田村麻呂と共に都へ上る。しかし「皇を滅ぼす力」を敵視する一派の手により瀕死の重傷を負ってしまう。
苑上（そのえ）
今上帝と亡き皇后との間に産まれた皇女で内親王。同母の兄弟に、皇太子である兄の安殿皇子、弟の賀美野皇子がいる。両親や兄弟は実在の人物だが、苑上に該当する歴史上の人物は存在しない。ただし史実では、兄弟の妹である高志内親王が存在する（神野皇子より年下）。
気が強く活発で行動的なおてんば皇女。15歳。しかし生まれ育った立場から、世間知らずで怖いもの知らずな面もある。帝の子ながら、皇位継承権のない女性であるため自分は誰からも必要とされていないと感じており、特に自分より大事にされている弟を素直に愛せずにいる。
都や兄が怨霊に脅かされる中、逃げるより立ち向かうことを選び、女性ながら怨霊に立ち向かう藤原仲成に願い出て、彼女と同様に男装し鈴鹿丸（すずかまる）を名乗る。鈴鹿丸として怨霊に襲われたところを阿高に救われ、阿高たちと旅することになる。その後も怨霊から再三命を狙われるが、怨霊が本当に狙っているのは弟の賀美野であること、仲成が自分を囮に使ったことに気づき、阿高たちと共に賀美野を救出に向かう。そこで思いもかけない怨霊の正体を知ることになる。
ちなみに、阿高は鈴鹿丸を少年と信じて疑わなかったが、藤太は会った直後から男装の少女だと気づいていた（が、阿高が気づいていないのを面白がって騙された振りをしていた）。

### 武蔵の国
総武（ふさたけ）
武蔵国の足立郡郡司を務める竹芝の家長で、阿高の祖父、藤太の父。蝦夷との戦で長男の勝総を失って以降、竹芝の家からの徴兵を頑なに拒むようになる。
勝総が戦地へ赴く際に家宝の勾玉「明玉」を託し、彼の死後、明玉を持つ赤ん坊の阿高を孫として引き取った。阿高が蝦夷に連れ去られた際、藤太に阿高を連れ戻すように命じ明玉を託す。
美郷（みさと）
阿高の叔母、藤太の姉。訳あって嫁ぎ先から里帰りしているが、事実上嫁ぎ先に戻ることはない「出戻り」。面倒見が良く、阿高や藤太に好意を持つ娘たちの相談役になっている。
広梨（ひろなし）
阿高と藤太の遠縁で悪友。小柄ですばしっこく、お調子者の面がある。藤太とともに阿高を追い、蝦夷の地や都へ旅をする。
茂里（しげさと）
阿高と藤太の遠縁で悪友。頭脳明晰で知識も豊富だが、物事を皮肉に見る癖がある。藤太とともに阿高を追い、蝦夷の地や都へ旅をする。都人の無空とは気が合う。
千種（ちぐさ）
隣の里の娘で、機織りの最中に時折未来を予知する、不思議な能力を持つ。阿高と藤太に初めて出会ったとき強く反発したが、実は一目見たときから藤太に惹かれており、常に行動を共にする阿高に嫉妬していた。阿高が持つ巫女の力を偶然目撃し、意図せず阿高と藤太の喧嘩別れの原因となるものの、藤太にとって阿高が欠かせない存在と知ると、阿高を追うよう藤太を後押しする。

### 都人
坂上田村麻呂
実在の人物。近衛府を経て征夷大将軍となり、阿弖流為率いる蝦夷軍を討伐した人物として知られる。
蝦夷との戦の最前線である坂東で、各地を視察する傍ら、帝の密命により皇に救いをもたらすと言われる明玉を探す中で、阿高と藤太を見出した。阿高を追って藤太たちと共に蝦夷の地へと赴き、藤太たちが阿高を取り戻すのに協力する。その際阿高の力を目の当たりにしたことで、阿高が怨霊を取り除ける唯一の存在と確信し、阿高を都へ誘う。都人らしからぬ気さくで勇猛で豪胆な人物だが、状況を見て前言撤回することもあり、たびたび藤太たちを当惑させる。皇妃となった姉を怨霊で失っており、また近衛少将と言う立場から、怨霊を取り除く方法を求めている。蛮族であるはずの蝦夷に理解を示し、蝦夷を守るために征夷大将軍の地位を望むようになる。
安殿皇子
実在の人物、後の平城天皇。史実では、後に政権を巡って同母弟・神野と対立する（薬子の変）。
苑上の同母兄で皇太子。18歳。母親似の美青年で、妹思いの優しく繊細な人物。都を脅かす怨霊に真っ先に狙われ、現在は病床に伏せっている。皇に代々伝わる伝説の「明玉を持つ天女」が皇を救いに来る日を待ち望んでいる。
賀美野皇子
実在の人物、後の嵯峨天皇。史実の名前は神野、あるいは賀美能（読みはいずれも「かみの」）。
苑上の同母弟で、次代の皇太子の最有力候補。外で遊ぶより本を読むのが好きで、歳の割りに頭が良くませた、少女のように愛らしい少年。母に死なれてからは、母の代わりに苑上に甘えている。
後に苑上を通じて阿高や藤太たちと知り合い、彼らと行動を共にするようになってからは、すっかり男の子らしくなった。また苑上が阿高に惹かれていることに気づき、幼いながら二人の仲を取り持とうとする。
今上帝
実在の人物、桓武天皇。
苑上たち兄妹の父。優美さより猛々しさを好む、鷹のような人物。皇に代々伝わる伝説の「明玉を持つ天女」を求めて、天女が流れ着いたとされる蝦夷の地へ軍を派遣する。皇の血筋に受け継がれる呪いを癒すため、救いの乙女である蝦夷の巫女チキサニを求めていた。しかし自らは動かずチキサニを力ずくで奪おうとしたため、チキサニや蝦夷たちの反発を招き、怨霊や「乙女ではない明玉の主」を生み出す一因となる。チキサニが死んだ後も救いを求め、田村麻呂に明玉の主の探索を命じるが、その後明玉が災厄をもたらすとされたため、仲成に災厄を阻止する任務を与える。
藤原仲成/藤原薬子
実在の人物。史実では薬子の変の原因として知られる兄妹だが、本作では薬子が男装して「仲成」を名乗っていると言う設定。
男装の麗人で、現在の都を造営した「造宮の大殿（ぞうぐうのおとど）」の娘。氷のような美女で、ある誓いを果たすべく武官となり、怨霊退治をしている。「皇を脅かすもの」を強く敵視しており、阿高を「皇を滅ぼす災い」として執拗に殺そうとし、田村麻呂と対立する。怨霊のために貶められた父の名誉を回復し、また怨霊を排し安殿皇子の帝位を安泰とするためならば、苑上を犠牲にすることも厭わない冷徹さを持ち合わせる。
佐伯/無空
実在の人物、後の空海。弘法大師として知られる人物で、史実では後に唐へ渡り密教を学んだ。
元々は奈良の大学の学生だったが、大学での勉学では物足りず、頭を丸めて出家する。怨霊に襲われながら生き延びた数少ない人物で、その経験を見込まれ仲成に仕えるようになる。都を襲う怪異から逃れる、能力とも運とも言える不思議な何かを持っており、仲成から鈴鹿丸の供を命じられる。掴み所のない飄々とした人物で、似たような性格の茂里と気が合う。
堂主
作中に具体的な名前は出てこないが、その経歴から実在の人物で空海と同時代の僧侶最澄と思われる。
奈良の寺院で学んだ僧侶で、受戒した後、更なる悟りを求めて山林に堂を開いた。怨霊と「皇を滅ぼす力」を敵視する一派に襲われ孤立した阿高、藤太、苑上の3人を堂へ迎え入れる。まだ30歳前後と年若いが、阿高が「人ならざる力」を持つことを見抜き、また怨霊を生み出した「皇の宿命と因縁」を苑上に語る。

### 蝦夷
アテルイ
実在の人物。史実では天皇に対する反逆者として排除されたため、詳しい人物像などは不明。
倭人の侵略に抵抗する蝦夷たちの長で、チキサニの異母兄、阿高の伯父。アベウチフチと共に、チキサニや阿高の力を倭人との戦いに利用しようと考えている。
ニイモレ
蝦夷だが倭人に通じる人物。かつては倭に敵対していたが、蝦夷の将来を考えた末に倭へ寝返った。チキサニを深く愛していたが故に、倭人の勝総を愛したチキサニを憎み、巫女の力を受け継いだ阿高も「チキサニ」と同一視し強く憎んでいる。
アベウチフチ
「蝦夷の火の守り神」とされる蝦夷の老巫女。倭人の侵略に対抗すべく、チキサニや阿高の力を利用しようと目論み、チキサニの本来の力を歪めてしまう。
リサト
蝦夷の里に連れてこられた阿高を世話する女性。まだ若いが未亡人で、幼い娘がいる。かつて母プトカがチキサニに仕えており、秘められたチキサニの真実を母から託された。ニイモレは叔父。
チキサニ/ましろ
阿高の亡き母で、「蝦夷の炉端と火の女神」とされる蝦夷の巫女。100年以上前に海を越えて蝦夷に拾われた宝玉の女神「チキサニ」の力を受け継ぎ、蝦夷たちからはチキサニ女神と同一視されている。アテルイの異母妹で、巫女になる以前の俗名は不明。
蝦夷との戦いで瀕死の重傷を負った勝総を助け、チキサニを巫女や女神ではなく一人の娘として扱う勝総に惹かれるようになる。勝総には「ましろ」と言う倭名で呼ばれる。後に勝総から家宝の明玉を託され、生まれた息子に明玉と巫女の力を継がせて亡くなった。
ちびクロ
乳離れしたばかりの蝦夷の仔犬。オオカミの血が流れており、決して主人を変えない忠実さを持つ。蝦夷の里で出会った阿高に懐き、阿高たちと共に旅することになる。

## 既刊一覧
- 荻原規子（著） 『薄紅天女』 徳間書店、1996年8月31日初版発行、ISBN 4-19-860558-0
- 荻原規子（著） 『薄紅天女』 徳間書店〈トクマ・ノベルズEdge版〉、2005年11月発行、ISBN 4-19-850688-4
- 荻原規子（著） 『白鳥異伝』 徳間書店〈徳間文庫〉、全2巻
  - 「上」2010年8月15日初版発行、ISBN 978-4-19-893204-6
    - 新装版：2025年1月発行、ISBN 978-4-19-894986-0

  - 「下」2010年8月15日初版発行、ISBN 978-4-19-893205-3
    - 新装版：2025年1月発行、ISBN 978-4-19-894987-7